# Loch (Hohenfels)
Loch ist ein Gemeindeteil des Marktes Hohenfels im Landkreis Neumarkt in der Oberpfalz in Bayern.

## Geographische Lage
Die Einöde liegt im oberpfälzischen Jura der Südlichen Frankenalb ca. 2 km südwestlich von Hohenfels auf ca. 509 m ü. NHN. Nahe Erhebungen im Norden, Westen und Süden steigen bis auf 557 m ü. NHN an und lassen die Einöde wie in einem Waldloch erscheinen.
Loch ist zu erreichen über eine Gemeindeverbindungsstraße, die von der Kreisstraße NM 33 abzweigt und über den Hohenfelser Gemeindeteil Pillmannsricht zur Einöde führt und dort endet. Circa 2,5 km südlich verläuft die Bundesautobahn A 3; die nächsten Anschlussstellen (AS) sind die AS 94 Parsberg und die AS 95 Beratzhausen.

## Geschichte
Loch erscheint im Salbuch der Herrschaft Hohenfels von 1494/1500 mit einer Sölde. Gegen Ende des Alten Reiches, um 1800, bestand Loch im Pflegamt Hohenfels nach wie vor aus nur einem Hof, und zwar von der Größe eines Achtelhofes.
Im Königreich Bayern wurde im Landgericht Parsberg (später Landkreis Parsberg) aus zwölf Orten der Steuerdistrikt Raitenbuch gebildet; zu ihm gehörte auch die Einöde Loch. 
Mit dem zweiten bayerischen Gemeindeedikt von 1818 wurde die Ruralgemeinde Großbissendorf mit zehn Orten gebildet, darunter auch Loch. Diese Gemeinde mit zuletzt neun Orten wurde zum 1. Mai 1978 nach Hohenfels eingemeindet.

### Gebäude- und Einwohnerzahl
- 1838: 6 „Seelen“, 1 Haus[6]
- 1861: 6 Einwohner, 2 Gebäude[7]
- 1871: 5 Einwohner, 3 Gebäude, an Großviehbestand 1873 5 Stück Rindvieh[8]
- 1900: 8 Einwohner, 1 Wohngebäude[9]
- 1925: 10 Einwohner, 1 Wohngebäude[10]
- 1950: 12 Einwohner, 1 Wohngebäude[11]
- 1961: 7 Einwohner, 1 Wohngebäude[12]
- 1970: 7 Einwohner[13]
- 1987: 8 Einwohner, 1 Wohngebäude, 1 Wohnung[1]

Auch heute besteht Loch aus nur einem Anwesen. In ihm wird eine Schreinerei betrieben. Die Felspartie südlich von Loch gilt als Klettergebiet.

### Kirchliche und schulische Verhältnisse
Loch gehörte im 19./20. Jahrhundert zum Sprengel der katholischen Pfarrei Hohenfels im Bistum Regensburg. Die Kinder gingen im 19. Jahrhundert und um 1900 2,5 km weit nach Hohenfels, um 1925/1960 1,5 km weit nach Raitenbuch in die katholische Schule. Heute gehört die Einöde zum Sprengel der Grundschule Hohenfels.